# Richard Cabral

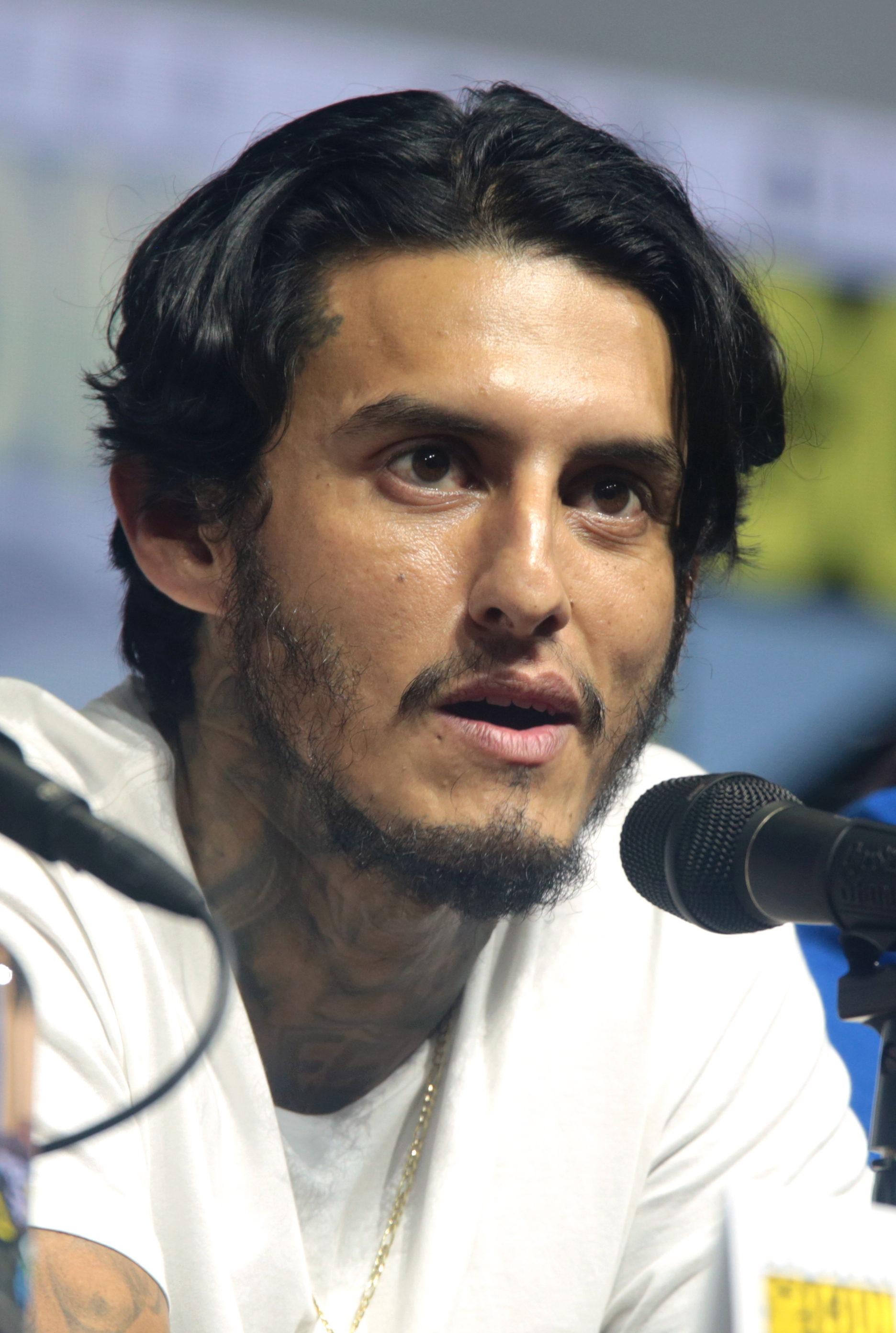
Richard Cabral auf der San Diego Comic-Con International (2018)

Richard Cabral (* 28. August 1984 in Los Angeles, Kalifornien) ist ein US-amerikanischer Schauspieler. Bekanntheit erlangte er vor allem durch die Rolle des Hector Tontz aus der Serie American Crime, die ihm eine Nominierung für einen Emmy einbrachte.

## Frühe Jahre
Richard Cabral wurde in einer mexikanisch-US-amerikanischen Familie der zweiten Generation geboren, wo er im Bezirk East Los Angeles, einem Viertel mit hoher Latinobevölkerung, ohne Vater aufwuchs. Frühzeitig kam er in Kontakt mit Straßengangs, da Teile seiner Familie bereits seit den 1970er Jahren in dem Milieu unterwegs waren. Mit 13 wurde er für das Stehlen einer Brieftasche zu einer Jugendhaftstrafe verurteilt. Mit 15 entwickelte er eine Sucht für die Droge Crack. Er erlangte seinen GED, also bestand einen nachträglichen Test zum Erreichen des Schulabschlusses, geriet dennoch erneut in Konflikt mit dem Gesetz. Wegen eines Angriffs mit einer tödlichen Waffe wurde er mit 20 zu einer Haftstrafe verurteilt, die er bis zu seiner Entlassung mit 25 absaß. Seine Zeit außerhalb der Haftanstalten, abseits der Gangaktivitäten, verbrachte er mit dem Schreiben von Lyrik von Texten von Rap-Songs, die er teilweise unter seinem Gangnamen Baby Jokes veröffentlichte. Zu dieser Zeit wurde er auch das erste Mal Vater.
Nach seiner Entlassung, ohne vorherige berufliche Qualifikationen, vermittelten Freunde ihm das Programm des Selbsthilfe-Projekts von Homeboy Industries, die sich für die Prävention von Gangaktivitäten im Großraum L.A. einsetzen. Er fand dort eine Anstellung als Bäcker, der er tagsüber nachging und abends an ersten Castings teilnahm.

## Schauspielkarriere
2009 war er das erste Mal vor der Kamera zu sehen, nachdem er in der Serie Southland in einer kleinen Rolle besetzt wurde. Bis 2011 spielte er in vier weiteren Episoden der Serie mit. 2010 hatte er eine Rolle im Musikvideo zu Bruno Mars’ Single Grenade. In der Folge war er auch in der Serien Body of Proof, Luck, Chicago Fire und Bosch in Gastrollen zu sehen. 2013 war er im Actionthriller Snitch – Ein riskanter Deal als Flaco in einer kleinen Rolle zu sehen. Weitere Filmrollen folgten in The Counselor, Paranormal Activity: Die Gezeichneten, Blood Father und als Duncan in Breaking In.
2015 wurde er in der Anthologieserie American Crime in der Rolle des Hector Tontz besetzt. Für seine darstellerische Leistung erhielt er im selben Jahr eine Nominierung für einen Emmy in der Kategorie Bester Nebendarsteller in einer Miniserie oder einem Fernsehfilm. Auch für den OFTA Television Award erhielt er eine Nominierung in dieser Kategorie. Auch 2016 als Sebastian De La Torre und 2017 als Isaac Castillo  war er weiterhin Teil der Besetzung der Anthologie-Serie. Von 2016 bis 2017 war er zudem als Alejandro Cruz wiederkehrend in Lethal Weapon zu sehen.
Seit 2018 spielt Cabral als Johnny ‘Coco’ Cruz eine Hauptrolle in der Serie Mayans M.C., die ein Spin-off zur Serie Sons of Anarchy darstellt. 2019 erhielt er für die Rolle eine Nominierung bei den Critics Choice Awards in der Kategorie Bester Nebendarsteller in einer Dramaserie.
Cabral war zweimal verheiratet. Ab 2014 mit der Schauspielerin Janiece Sarduy. Die Ehe hielt zwei Jahre. Er ist Vater von insgesamt vier Kindern. Mit seiner letzten Frau hat er zwei gemeinsame Töchter, Adalyn und Bella.

## Filmografie (Auswahl)
- 2009–2011: Southland (Fernsehserie, 5 Episoden)
- 2011: A Better Life
- 2011: Body of Proof (Fernsehserie, Episode 2x02)
- 2012: Luck (Fernsehserie, Episode 1x03)
- 2012: End of Watch
- 2013: Crosstown
- 2013: Snitch – Ein riskanter Deal (Snitch)
- 2013: Chicago Fire (Fernsehserie, Episode 1x24)
- 2013: The Counselor
- 2013: Duke
- 2014: Paranormal Activity: Die Gezeichneten (Paranormal Activity: The Marked Ones)
- 2014: Bosch (Fernsehserie, Episode 1x01)
- 2014: Mädelsabend – Nüchtern zu schüchtern! (Walk of Shame)
- 2014: Key & Peele (Fernsehserie, Episode 4x11)
- 2014: Kill Kapone
- 2015–2017: American Crime (Fernsehserie, 21 Episoden)
- 2016: Blood Father
- 2016–2017: Lethal Weapon (Fernsehserie, 8 Episoden)
- 2017: Khali, the Killer – Leben und sterben in East L.A (Khali the Killer)
- 2018: Breaking In
- 2018: Peppermint: Angel of Vengeance (Peppermint)
- 2018: All Creatures Here Below
- 2018–2022: Mayans M.C. (Fernsehserie)
- 2019: Windows on the World
- 2019: Into the Dark (Fernsehserie, Episode 1x10)
- 2019: Duke
- seit 2022: Blood & Gold (Fernsehserie)
- 2023: Law & Order: Special Victims Unit (Fernsehserie, Episode 24x14)
- 2023: Maze of Fate
- 2023: Twisted Metal (Fernsehserie)

## Auszeichnungen und Nominierungen (Auswahl)
OFTA Television Awards
- 2015: Nominierung als Bester Nebendarsteller in einem Spielfilm oder einer Miniserie für American Crime

Primetime-Emmy-Award
- 2015: Nominierung als Bester Nebendarsteller in einer Miniserie oder einem Fernsehfilm für American Crime

Satellite Award
- 2015: Auszeichnung für das Beste Ensemble in einer Fernsehserie für American Crime

Critics’ Choice Television Award
- 2019: Nominierung als Bester Nebendarsteller in einer Dramaserie für Mayans M.C.